# Sommer-Paralympics 2024/Teilnehmer (Finnland)
| stlisierte Goldmedaille | stlisierte Silbermedaille | stlisierte Bronzemedaille |
| ----------------------- | ------------------------- | ------------------------- |
| —                       | 1                         | 3                         |

Finnland entsandte acht Athletinnen und sieben Athleten zu den Paralympischen Sommerspielen 2024 in Paris. Als Fahnenträger bei der Eröffnungsfeier wurden Laura Kangasniemi und Leo-Pekka Tahti ausgewählt.

## Medaillen

### Medaillenspiegel
| Rang   | Sportart       | Gold | Silber | Bronze | Gesamt |
| ------ | -------------- | ---- | ------ | ------ | ------ |
| 1      | Leichtathletik | -    | 1      | 3      | 4      |
| Gesamt | Gesamt         | 0    | 1      | 3      | 4      |

### Medaillengewinner
| Name/n          | Sportart       | Wettkampf |
| --------------- | -------------- | --------- |
| Silber          |                |           |
| Toni Piispanen  | Leichtathletik | 200 m T51 |
| Bronze          |                |           |
| Toni Piispanen  | Leichtathletik | 100 m T51 |
| Leo-Pekka Tahti | Leichtathletik | 100 m T54 |
| Amanda Kotaja   | Leichtathletik | 100 m T54 |

## Teilnehmer nach Sportart

### Bogenschießen
| Männer               |                    |     |    |            |         |             |         |               |               |               |               |   |
| Jean-Pierre Antonios | Recurve/Compund W1 | 633 | 10 | —          | —       | P. Tonon    | 130:132 | ausgeschieden | ausgeschieden | ausgeschieden | ausgeschieden | 9 |
| Jere Forsberg        | Compound Offen     | 697 | 3  | Ngai K. C. | 142:137 | M. Stutzman | 141:141 | ausgeschieden | ausgeschieden | ausgeschieden | ausgeschieden | 9 |

### Leichtathletik
Laufen
| Athleten                           | Wettbewerb | Vorlauf     | Vorlauf | Halbfinale    | Halbfinale    | Finale        | Finale        | Rang   |
| Athleten                           | Wettbewerb | Zeit        | Rang    | Zeit          | Rang          | Zeit          | Rang          | Rang   |
| ---------------------------------- | ---------- | ----------- | ------- | ------------- | ------------- | ------------- | ------------- | ------ |
| Frauen                             |            |             |         |               |               |               |               |        |
| Amanda Kotaja                      | 100 m T54  | 16,00 s     | 2       | —             | —             | 15,77 s       | 3             | Bronze |
| Iida Lounela Guide: Henrik Lounela | 200 m T12  | 28,33 s     | 3       | ausgeschieden | ausgeschieden | ausgeschieden | ausgeschieden | 16     |
| Vilma Berg                         | 400 m T38  | DNS         | DNS     | —             | —             | ausgeschieden | ausgeschieden | DNS    |
| Amanda Kotaja                      | 400 m T54  | 54,28 s     | 4       | —             | —             | 54,89 s       | 5             | 5      |
| Männer                             |            |             |         |               |               |               |               |        |
| Henry Manni                        | 100 m T34  | 15,74 s     | 3       | —             | —             | 15,64 s       | 7             | 7      |
| Toni Piispanen                     | 100 m T51  | —           | —       | —             | —             | 21,14 s       | 3             | Bronze |
| Leo-Pekka Tahti                    | 100 m T54  | 13,84 s     | 2       | —             | —             | 13,86 s       | 3             | Bronze |
| Toni Piispanen                     | 200 m T51  | —           | —       | —             | —             | 38,55 s       | 2             | Silber |
| Henry Manni                        | 800 m T34  | 1:46,27 min | 5       | —             | —             | ausgeschieden | ausgeschieden | 11     |

Springen und Werfen
| Athleten           | Wettbewerb      | Finale    | Finale | Rang |
| Athleten           | Wettbewerb      | Weite     | Rang   | Rang |
| ------------------ | --------------- | --------- | ------ | ---- |
| Frauen             |                 |           |        |      |
| Iida Lounela       | Weitsprung T12  | 5,19 m PB | 4      | 4    |
| Vilma Berg         | Weitsprung T38  | 4,25 m    | 10     | 10   |
| Marjaana Heikkinen | Speerwurf F34   | 16,58 m   | 6      | 6    |
| Männer             |                 |           |        |      |
| Teijo Koopikka     | Kugelstoßen F57 | 14,18 m   | 4      | 4    |

### Reiten
| Athleten                                                                                    | Wettbewerb(e)              | Punkte/Prozent | Rang |
| ------------------------------------------------------------------------------------------- | -------------------------- | -------------- | ---- |
| Katja Karjalainen mit Kameo                                                                 | Championship Test Grade I  | 55,917 %       | 22   |
| Laura Kangasniemi mit Goldprins                                                             | Championship Test Grade V  | 63,722 %       | 15   |
| Jonna Aaltonen mit Laxton for U                                                             | Championship Test Grade IV | 67,974 %       | 11   |
| Katja Karjalainen mit Kameo Laura Kangasniemi mit Goldprins Jonna Aaltonen mit Laxton for U | Mannschaft                 | 187,374 %      | 16   |

### Schießen
| Athleten            | Wettbewerb                  | Qualifikation   | Qualifikation | Finale          | Finale        | Rang |
| Athleten            | Wettbewerb                  | Ringe/ Scheiben | Rang          | Ringe/ Scheiben | Rang          | Rang |
| ------------------- | --------------------------- | --------------- | ------------- | --------------- | ------------- | ---- |
| Mixed               |                             |                 |               |                 |               |      |
| Jarkko Ilmari Mylly | 10 m Luftgewehr liegend SH1 | 633,8           | 8             | 144,9           | 7             | 7    |
| Jarkko Ilmari Mylly | 50 m Gewehr liegend SH1     | 619,2           | 13            | ausgeschieden   | ausgeschieden | 13   |

### Tischtennis
| Athleten    | Wettbewerb  | 1. Runde | 1. Runde | Achtelfinale | Achtelfinale | Viertelfinale | Viertelfinale | Halbfinale    | Halbfinale    | Finale        | Finale        | Rang |
| Athleten    | Wettbewerb  | Gegner   | Erg.     | Gegner       | Erg.         | Gegner        | Erg.          | Gegner        | Erg.          | Gegner        | Erg.          | Rang |
| ----------- | ----------- | -------- | -------- | ------------ | ------------ | ------------- | ------------- | ------------- | ------------- | ------------- | ------------- | ---- |
| Frauen      |             |          |          |              |              |               |               |               |               |               |               |      |
| Aino Tapola | Einzel C1–2 | —        | —        | C. Garrone   | 0:3          | ausgeschieden | ausgeschieden | ausgeschieden | ausgeschieden | ausgeschieden | ausgeschieden | 9    |